# Вірджинія-Гайленд

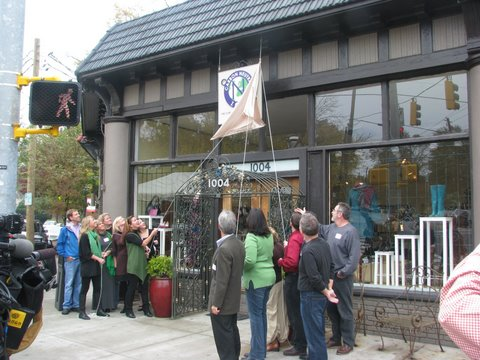
Вірджинія-Гайленд: серце району

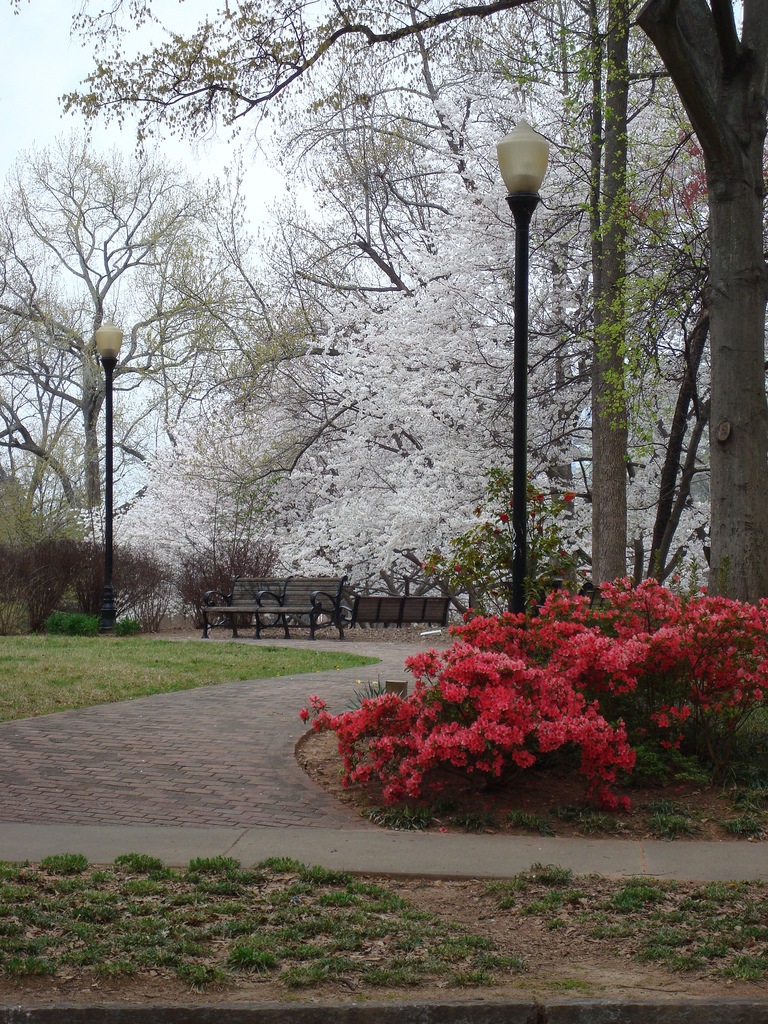
Парк Джона Гавелла

Вірджи́нія-Га́йленд (англ. Virginia-Highland) — район міста Атланти, який розміщений за 5 км на північний схід від його центру. Це озеленений район, що вирізняється своїми бунгало і крамничками. Назва походить від вулиць Вірджинія-авеню і Гайленд-авеню, які перетинають серце району.
У 2011 році журнал «Creative Loafing» назвав Вірджинія-Гайленд «найкращим районом Атланти»., а журнал «Atlanta Magazine» — «найулюбленішим районом Атланти». Тут у червні щороку відбувається фестиваль «Саммерфест» (англ. Summerfest).
Цуке́рня з фільму «Життя, як воно є» (англ. Life as We Know It) розміщена у районній крамниці «Belly General Store».
Президент району — Джек Вайт; віце-президент району — Лола Карлайл.